# Butaritari
Butaritari  je naseljeni koraljni otok u sastavu Kiribata.

## Zemljopis
Nalazi se u grupaciji Gilbertovih otoka, nekoliko kilometara od najbližeg susjeda Makina.

## Stanovništvo
Prema popisu stanovništva iz 2005. godine, na otoku je živjelo 3280 osoba (1621 muškaraca i 1659 žena) raspoređenih u 11 naselja: Kuuma (635), Keuea (221), Tanimainiku (229), Tanimaiaki (250), Tabonuea (244), Antekana (161), Taubukinmeang (266), Temanokunuea (386), Onomaru (347), Ukiangang (338) i Bikaati (203).
| broj stanovnika | 3622  | 3774  | 3909  | 3464  | 3280  |
|                 | 1985. | 1990. | 1995. | 2000. | 2005. |

## Vanjske poveznice
|  | Zajednički poslužitelj ima još gradiva o temi Butaritari |